# 롱칸 전투
롱칸 전투(Battle of Lon 1971년 6월 6일~7일)는 베트남 전쟁 중 '오버로드 작전(Operation Overlord)' 기간 동안 제1오스트레일리아임무군 (1 ATF) 일부와 남베트남 민족해방전선(VC), 베트남 인민군(PAVN) 간에 벌어진 전투였다. 전투에서는 오스트레일리아 왕립 연대 제3대대 (3 RAR) 소속 보병이 롱칸성의 견고하게 요새화된 공산군 기지를 공격했고, 센츄리온 전차가 근접 지원을 하며 다수의 벙커와 그 안의 적 병력을 파괴했다. 남베트남 민족해방전선은 오스트레일리아군의 진격을 지연시키기 위해 완강히 저항했으며, 결과적으로 이 벙커 진지와 남쪽에 위치한 또 다른 벙커 진지를 오스트레일리아군이 점령했다. 그러나 오스트레일리아군은 여러 명의 사상자를 냈고, UH-1 이로쿼이 헬리콥터 1대도 손실되었다. 오스트레일리아군이 결정적인 전과를 거둘 만큼 전투력을 집중하지 못한 가운데, 남베트남 민족해방전선 및 인민군 주력은 대부분 병력을 온전히 철수시켰으나, 이 과정에서 상당한 피해를 입었을 가능성이 있다.

## 배경
전반적인 연합군의 베트남화 전략과 오스트레일리아 정부가 전쟁에 대한 자체적인 관여를 줄이려는 노력의 결과로, 8 RAR은 1970년 12월 임무 종료 후 교체되지 않았다. 1 ATF는 다시 보병 2개 대대로 축소되었으나, 상당한 규모의 기갑, 포병 및 항공 지원은 유지되었다. 하지만 오스트레일리아의 작전 지역은 동일하게 유지되었고, 병력 감축은 남은 대대들의 부담을 더욱 가중시켰다. 그럼에도 불구하고, 1969년 9월부터 1970년 4월까지 푸옥뚜이성에서 1 ATF의 지속적인 노력 끝에 베트남 인민군/남베트남 민족해방전선 병력의 대부분은 비활성화되어 재정비를 위해 성을 떠났다.
이에 따라 오스트레일리아군은 초점을 전환하여 닷도와 호아롱과 같은 마을 주변에서 근접 매복을 통해 남베트남 민족해방전선이 보급받을 기회를 차단하는 데 주력했다. 항상 성공적이지는 않았지만, 이러한 작전들은 상당한 성과를 거두었고, 1970년 말까지 베트남 공화국 육군은 주요 인구 밀집 지역의 보안을 점점 더 책임지게 되었다. 실제로, 이전 몇 년간의 주요 전투들은 푸옥뚜이성에서는 과거의 일로 여겨졌다. 그러나 1971년 5월, 특수임무부대 사령관인 브루스 알렉산더 맥도널드 준장의 요청에 따라 오스트레일리아군의 작전 지역은 북쪽으로 롱칸성 경계를 넘어 4 km (2.5 mi) 더 확장되었다. 이후 특수 공수 부대 연대 (SASR)의 여러 정찰대가 Courtenay 고무 농장 부근에 투입되었고, 나중에는 2번 국도의 반대편에도 투입되었다. 이들 정찰은 매우 성공적이어서 상당한 베트남 인민군/남베트남 민족해방전선 병력의 존재를 탐지했으며, 다수의 남베트남 민족해방전선 병력 또한 사살되었다.

## 서막
6월의 정보 보고서는 SASR이 수집한 귀중한 정보와 함께 푸옥뚜이성과 롱칸성의 경계를 따라 2번 국도 동쪽에 남베트남 민족해방전선 D445 대대와 베트남 인민군 3/33 연대가 누이닷에 있는 오스트레일리아 기지에서 북쪽으로 30 km (19 mi) 떨어진 지역에 위치하고 있음을 확인했다. 이 보고서들은 베트남 인민군/남베트남 민족해방전선이 계속되는 평정화 프로그램을 방해하려 시도하고 있으며, 또한 그 지역을 휴식, 재훈련 및 재정비 장소로 사용하고 있음을 나타냈다. 이에 대응하여 1 ATF 사령관 맥도널드는 "오버로드 작전"으로 알려진 여단급 "수색 및 정리" 작전을 시작했다. 1944년 연합군의 노르망디 침공 중 노르망디 상륙의 "D-Day 상륙"에서 이름을 따온 이 작전은 27년 후 같은 날 시작될 예정이었다. 오스트레일리아군 하급 부대 지휘관들 사이에서는 작전 보안상의 이유로 이 이름의 사용에 대해 약간의 불안감이 있었다. 그들은 이 이름이 자신들의 의도를 노출시킬 수 있다고 느꼈기 때문이다.
작전 개념은 상당한 차단 부대를 투입하는 것으로, 4 RAR/NZ (ANZAC)는 수오이란 강을 따라 배치되고, A 기병대, 제3기병 연대는 그들의 서쪽에, 미국 육군 2/8 대대, 제3기병 연대는 북동쪽에 배치되었다. 한편, 피터 스캇 중령 지휘하의 3 RAR과 C 기병대, 제1기갑 연대의 센츄리온 전차는 베트남 인민군/남베트남 민족해방전선을 이들 위치로 몰아넣는 임무를 맡았다. 여러 화력지원기지가 설치될 예정이었고, A 야전포병대와 제104 야전포병대, 오스트레일리아 왕립 포병대는 미국 포병들과 협력하여 간접 화력 지원을 제공했으며, 3 RAR은 세 개의 소총 중대 (A, B, C 중대)와 함께 자체 작전 지역인 AO 그웬다를 수색하고 D 중대는 예비로 유지되었다. 이 계획은 2번 국도를 이용한 병력과 장비의 도로 이동뿐만 아니라 공중 투입도 구상했다. 새로운 작전 지역의 지형은 30 미터 (98 ft) 높이의 나무 덮개 아래에 일부 이차 성장이 있는 빽빽한 숲이었으며, 수많은 수로, 지류 및 재진입 지역이 있었다.

## 전투
작전은 6월 5일 오스트레일리아, 뉴질랜드, 미국 병력으로 구성된 차단 부대의 투입으로 시작되었고, 이어서 3 RAR의 공중 투입이 진행되었다. 착륙 지점(LZ)은 약 200 m (220 yd) 반경 내에 큰 나무가 없었고, A 기병대의 M113 장갑차 (APC)가 확보했다. 한 중대가 착륙하자 갑자기 격렬한 사격을 받았으며, 이는 남서쪽으로 1,300 m (1,400 yd) 떨어진 미확보된 B 중대 LZ도 표적으로 삼았다. 그러나 몇 분 후 사격이 약해져 나머지 중대의 투입이 가능해졌다. 오스트레일리아군은 이후 순찰을 시작했으며, 그들이 광범위한 벙커 시스템에서 500 m (550 yd) 이내에 떨어졌다는 것이 곧 명백해졌다.
3 RAR이 수색을 시작하자마자 강력한 베트남 인민군/남베트남 민족해방전선 존재의 징후가 감지되었으며, 차단 부대 또한 북쪽으로 이동하는 소규모 부대와 여러 차례 접촉 및 목격을 했다. 연합군의 항공 및 도로 이동에 의해 경계 태세를 갖췄을 가능성이 있는 베트남 인민군/남베트남 민족해방전선은 공개적인 전투를 피하는 듯했다. 6월 6일 오후 늦게, B 중대 5 소대가 주 베트남 인민군/남베트남 민족해방전선 진지로 추정되는 곳을 발견했지만, 밤이 다가오고 있어 그날 밤에는 공격을 개시하지 않기로 결정했다. 저녁 동안 오스트레일리아군과 남베트남 민족해방전선 사이에 몇 발의 총격이 오갔고, 오스트레일리아군 소대는 이후 야간 숙영지로 철수했다.
06시, 포병이 진지에 포격을 시작했고, 30분간의 준비 사격 후 5소대는 진격을 재개했다. 베트남 인민군/남베트남 민족해방전선이 밤사이 진지를 비웠을 것이라고 예상했지만, 이는 과거에도 여러 번 그랬기 때문이다. 그러나 90 m (98 yd) 밖에 나아가지 못하고 오스트레일리아군은 전방과 양 측면에서 격렬한 사격을 받았고, 초기 일제 사격으로 여러 명의 사상자가 발생했다. 소대는 강력하게 방어되고 잘 은폐된 벙커 시스템의 가장자리에 고착되었음이 곧 명백해졌고, 소대장은 더 이상의 사상자를 감수하며 철수하는 것보다 헬리콥터 건십과 간접 박격포 사격의 지원을 요청했다.
교전 중인 소대를 지원하기 위해 스콧은 D 중대에게 장갑차에 탑승하고 전차 지원을 받아 벙커 단지의 측면과 후방에 대한 공격을 수행하도록 명령했다. 두 대의 센츄리온 전차 부대가 북쪽에서 정글을 통과하여 공격을 선두 지휘했고, 곧이어 격렬한 소화기 사격과 로켓 추진 유탄을 받기 시작했으며, 그 중 하나는 외부 손상을 입혔다. 벙커 시스템이 이전에 예상했던 것보다 크다는 것을 깨달은 전차들은 보병이 공격을 시작할 수 있도록 진격을 멈출 수밖에 없었다.
한편, 5소대는 심각한 궁지에 몰렸고 탄약이 부족해지기 시작했으며, 여러 대의 M60 기관총도 장기간의 사격으로 인해 고장나기 시작했다. 수적으로 압도당한 오스트레일리아군의 측면을 공격하기 위해 남베트남 민족해방전선 병사들이 벙커에서 나오는 것이 목격되었다. 실제로, 강력한 간접 사격과 헬리콥터 건십의 효과적인 제압 사격만이 그들이 압도당하는 것을 막았다. 사격을 더 잘 지휘할 위치를 확보하기 위해 B중대 전방 관측병인 이안 마서스 소위가 5소대 앞으로 이동했고 거의 즉시 전사했다. 그러나 09시 15분까지 나머지 B중대는 고립된 소대와 연결될 수 있었고, 탄약 공중 보급 후 일시적으로 상황을 안정시켰다.
11시, B 중대에 대한 두 번째 보급 시도 중 오스트레일리아군 이로쿼이 헬리콥터 한 대가 지상에서 발사된 강력한 총격에 격추되어 충격과 함께 폭발했다. 승무원 두 명이 사망하고 두 명이 부상했으며, 지상에 있던 다른 한 명의 병사도 부상을 입었다. 불타는 잔해 속에서 탄약이 폭발하는 가운데, 여러 명의 오스트레일리아군 병사들이 부상자들을 돕기 위해 달려갔고, 잔해 속을 헤치며 불발 탄약을 제거하고 생존자들을 안전한 곳으로 끌어냈다. 이후 사상자 후송 및 보급을 위해 오스트레일리아군 진지 후방에 또 다른 윈치 지점이 설치되었다.
오후 중반까지 D 중대는 진지를 점령하고 공격을 시작했으며, 센츄리온 전차의 근접 지원을 받으며 북동쪽에서 벙커 시스템을 돌파하여 많은 벙커와 그 안에 있던 병력들을 전차 궤도로 짓눌렀다. 오스트레일리아군 공격의 진전은 두꺼운 식물과 진지의 규모로 인해 느려졌고, 저항은 약해지고 화력의 양은 줄어들었다. 실제로 벙커 시스템은 나중에 거의 1 평방킬로미터에 달하고 공격 중대의 전면보다 넓다는 것이 밝혀졌다. 오스트레일리아군은 각 벙커를 체계적으로 끈기 있게 수색했다. 이제 전투가 끝나자 D 중대와 전차는 이후 B 중대와 합류하여 야간 방어 진지를 구축했다.
최종 공격 중 남쪽에 위치한 C중대는 두 번째 벙커 시스템을 발견했으며, 이 벙커 시스템은 급히 버려진 후 오스트레일리아군에 의해 점령되었다. 전투 중 M60 탄약 16,000발 이상과 M16 탄약 6,000발이 발사되었다. 포병은 지원 사격으로 105mm 고폭탄 1,453발 이상과 155mm 고폭탄 200발을 발사했다. 다음 6일 동안 오스트레일리아 돌격 공병 및 군사 공병 폭파반은 남은 벙커들을 파괴했다.

## 영향
그들이 마주한 진지의 크기를 상당히 과소평가했음에도 불구하고, 오스트레일리아군은 D445 대대와 3/33 연대를 장기 사용을 위한 귀중한 기지 지역에서 몰아내는 데 성공했다. 그럼에도 불구하고, 그들이 입은 사상자에 비해 보여줄 만한 다른 가시적인 결과는 거의 없었다. 수많은 핏자국과 전장에 흩어진 시신 일부가 베트남 인민군/남베트남 민족해방전선의 사상자가 많았음을 나타냈지만, 그들의 사망자 대부분은 전장에서 제거되었거나 오스트레일리아 전차에 의해 으스러진 벙커 안에 묻혔기 때문이다. 이 전투로 오스트레일리아군은 전사 3명, 부상 6명을 입었지만, 회수된 남베트남 민족해방전선 시신은 5구에 불과했다.
베트남 인민군/남베트남 민족해방전선은 병력과 물품의 질서 있는 철수를 허용하기 위해 강력하게 방어했으며, 오스트레일리아군이 결정적인 결과를 보장할 만큼 충분한 전투력을 신속하게 집중할 수 없었기 때문에 그들은 대체로 이 목표를 달성할 수 있었다. 기지 손실에 개의치 않고, 베트남 인민군/남베트남 민족해방전선 병력의 대부분은 온전한 상태를 유지했으며, 이후 6월 12일 남베트남 민족해방전선 제274연대는 매우 성공적인 매복 공격을 감행했다. 이 후속 작전에서 1 ATF 본부 방어 및 고용 소대의 오스트레일리아군 7명이 전사하고 3명이 부상했으며, 사상자의 대부분은 RPG-7이 M113 장갑차 위에 놓인 클레이모어 상자에 폭발하여 불이 붙으면서 발생했다. 그러나 롱칸에서의 작전은 계속되었고, 오스트레일리아군은 가능한 철수 경로에 여러 매복을 설치했지만, 이후 접촉은 거의 없었다.
오버로드 작전은 6월 14일 마침내 종료되었고 1 ATF는 누이닷으로 복귀했다. 전반적으로, 초기에 겪었던 심각한 접촉에도 불구하고, 오스트레일리아군에게는 거의 성과가 없었지만 D445 연대는 푸옥뚜이성에서 다시 마주치지 않았다. 베트남 인민군 33연대는 3개월 후 이반호 작전 중 누이레 전투에서 마주치게 될 것이다. 이것은 오스트레일리아 및 뉴질랜드군이 베트남에서 철수하기 전 마지막 전투가 될 것이다. 오버로드는 전쟁 중 더 큰 특수임무부대 작전 중 하나였으며, 마지막 미-오스트레일리아 연합 대대급 작전이기도 했다. 1971년 8월 18일, 윌리엄 맥마흔 총리는 1 ATF가 10월에 작전을 중단하고 단계적 철수를 시작할 것이라고 발표했다. 궁극적으로, 마지막 오스트레일리아군은 1973년까지 베트남 공화국에서 철수했다.

## 내용주
각주
1. ↑  한 오스트레일리아군 참전 용사는 나중에 "작전 명령 브리핑 중 많은 중대장들이 작전 지역에 부여된 이름에 경악했습니다. 27년 전 원본 오버로드 작전에 사용된 것과 동일했기 때문입니다. 베트남 인민군/남베트남 민족해방전선은 역사에 대한 열렬한 학생들이었고, 그 이름들의 중요성을 이해했을 것입니다. 원본 암호를 사용하는 것은 베트남 인민군/남베트남 민족해방전선에게 다가오는 작전과 아마도 그 시작일을 알렸을 것입니다."라고 회상했다.[3]

인용
1. 1 2  Horner 2008, 231쪽.
2. 1 2  Horner 2008, 232쪽.
3. 1 2 3  Veterans Advocacy and Support Service Australia Inc. “Ops 1971”. 2009년 9월 13일에 원본 문서에서 보존된 문서. 2009년 8월 28일에 확인함.
4. ↑  Horner 2002, 377–379쪽.
5. 1 2 3 4 5 6 7 8 9 10 11 12  Coulthard-Clark 2001, 291쪽.
6. 1 2 3 4 5 6  Horner 2008, 233쪽.
7. ↑  Horner 2002, 379쪽.
8. ↑  Taylor 2001, 164쪽.
9. ↑  English 1999, 99쪽.
10. ↑  English 1999, 99–100쪽.
11. ↑  Taylor 2001, 167쪽.
12. 1 2  Ham 2007, 540쪽.
13. ↑  English 1995, 46쪽.
14. ↑  English 1995, 45쪽.
15. ↑  English 1995, 46–47쪽.
16. ↑  English 1999, 103쪽.
17. ↑  English 1995, 57쪽.
18. 1 2 3 4  Coulthard-Clark 2001, 292쪽.
19. ↑  Anderson 2002, 264쪽.
20. ↑  English 1995, 57–61쪽.
21. ↑  English 1995, 63쪽.
22. ↑  Ham 2007, 539쪽.
23. ↑  Dennis et al 2008, 557쪽.

## 더 읽어보기
- Ekins, Ashley; McNeill, Ian (2012). 《Fighting to the Finish: The Australian Army and the Vietnam War 1968–1975》. The Official History of Australia's Involvement in Southeast Asian Conflicts 1948–1975 Nine. St Leonards, New South Wales: Allen & Unwin. ISBN 9781865088242.